# Jeu d'instructions AES
Le jeu d'instructions AES (aussi appelé Intel Advanced Encryption Standard New Instructions ; AES-NI) est une extension du jeu d'instructions de l'architecture x86 pour les microprocesseurs Intel et AMD, proposée par Intel en mars 2008. Le but de ce jeu d'instructions est d'accélérer les applications effectuant des opérations de chiffrement et de déchiffrement utilisant l'Advanced Encryption Standard (AES).

## Nouvelles instructions
| Instruction     | Description                                   |
| --------------- | --------------------------------------------- |
| AESENC          | Effectue un tour de chiffrement AES           |
| AESENCLAST      | Effectue le dernier tour de chiffrement AES   |
| AESDEC          | Effectue un tour de déchiffrement AES         |
| AESDECLAST      | Effectue le dernier tour de déchiffrement AES |
| AESKEYGENASSIST | Aide à la génération des clés de tour AES     |
| AESIMC          | Aide à l'opération Inverse Mix Columns        |
| PCLMULQDQ       | Multiplication « Carry-Less » (CLMUL).        |

## Architectures Intel et AMD x86
- Intel[4]
  - Processeurs Intel Westmere :
    - Processeurs Intel Westmere-EP (Xeon 56xx) (aussi appelés Xeon Gulftown séries 5600 DP server).
    - Processeurs Intel Clarkdale (sauf les Core i3, Pentium et Celeron).
    - Processeurs Intel Arrandale (sauf les Celeron, Pentium, Core i3 et Core i5-4XXM).

  - Processeurs Intel Sandy Bridge :
    - Processeurs pour PC de bureau : tous sauf les Pentium, Celeron et Core i3[5],[6].
    - Processeurs pour PC portables : tous les Core i7 et Core i5. Plusieurs fabricants ont fourni des configurations de BIOS désactivant l'extension[7]. Une mise à jour du BIOS est nécessaire pour la réactiver[8].

  - Processeurs Intel Ivy Bridge
    - Tous les processeurs i5, i7 et Xeon, et le processeur i3-2115C[9].

  - Processeurs Intel Haswell (tous sauf l'i3-4000m[10], les Pentium et les Celeron).
  - Le site d'Intel liste tous ses processeurs supportant le jeu d'instructions AES-NI[11]
- AMD
  - Microarchitecture AMD Bulldozer[12].
  - Microarchitecture AMD Piledriver.
  - Microarchitecture AMD Steamroller.
  - Microarchitecture AMD Jaguar.
  - Microarchitecture AMD Puma.
  - Microarchitecture AMD Zen.

## Accélération matérielle sur d'autres architectures
L'accélération AES est disponible au travers d'instructions non privilégiées sur les processeurs SPARC (T4, T5, M6 et suivants) et ARM récents. Le processeur SPARC T4, disponible depuis 2011, possède des instructions utilisateur effectuant des tours d'AES. Ces instructions s'ajoutent à d'autres commandes de chiffrement de plus haut niveau. L'architecture ARMv8-A, annoncée en 2011, qui inclut les processeurs ARM Cortex-A53 et A57 (mais pas les anciens processeurs v7 tels que les Cortex A5, 7, 8, 9, 11, 15) ont également un jeu d'instructions utilisateur réalisant des tours d'AES. En août 2012, IBM a annoncé que sa future architecture Power7+ aura un support matériel d'AES. Les instructions pour toutes ces architectures ne sont pas directement compatibles avec les instructions AES-NI, mais fournissent des fonctionnalités similaires.
Les mainframes IBM z9 et ultérieurs effectuent un chiffrement AES ECB ou CBC en une seule instruction (KM, KMC), grâce au coprocesseur IBM Crypto Express
. Ces instructions sont de fait plus faciles à utiliser que les instructions AES-NI, mais elles ne peuvent pas être utilisées pour accélérer d'autres algorithmes reposant sur les fonctions de tour d'AES (comme notamment la fonction de hachage Whirlpool).

### Processeurs x86 supportés
L'accélération AES sur les processeurs VIA x86, AMD Geode et Marvell Kirkwood (ARM, mv_cesa sous Linux) nécessite l'utilisation d'un driver dédié. Les puces suivantes fournissent une accélération matérielle pour AES mais ne gèrent pas le jeu d'instructions AES-NI :
- Processeurs AMD Geode LX[17].
- Processeurs VIA
  - VIA PadLock[18],[19].
    - Processeurs VIA C3 Nehemiah C5P (Eden-N)[20].
    - Processeurs VIA C7 Esther C5J[21].

### Architecture ARM
- Allwinner
  - A10, A20, A30, A31, A80, A83T, H3 et A64 utilisant le Security System[22].
- Broadcom
  - BCM5801/BCM5805/BCM5820 utilisant le Security Processor[19].

L'architecture 64 bits ARMv8 comprend une extension cryptographique optionnelle à son jeu d'instruction basée sur un SIMD avancé, supportant le chiffrement et déchiffrement AES, ainsi que SHA-1, SHA-224 et SHA-256. Elle est notamment présente dans le Rockchip RK3399.
Le Cortex-A53 ajoute A64, A32, et T32 au module de chiffrement ARMv8 de base.

### RISC-V
Au niveau de l'architecture RISC-V :
- Le module Sipeed M1, comprend un accélérateur pour AES et SHA256[25].
- Les ESP32-C3 et C6, qui utilisent l'architecture RISC-V plutôt qu'Xtensa du premier ESP32, comportent un processeur cryptographique accélérant AES, SHA, RSA, RNG, HMAC, signature digitale et XTS 128 pour flash[26].

En décembre 2021, RISC-V ratifie 15 nouvelles extension, dont l'extension de chiffrement standard.a

### Autres architectures
- Atmel xmega [28] (accélérateur qui s'exécute en parallèle, sans ajout d'instructions spécifiques)

## Performance
Dans AES-NI Performance Analyzed, Patrick Schmid et Achim Roos ont noté "des résultats impressionnants dans des applications déjà optimisées pour tirer parti des possibilités offertes par AES-NI". Une analyse des performances de la bibliothèque Crypto++ a mesuré que la vitesse de chiffrement pour AES en mode GCM passait de 28,0 cycles par octet sur un Pentium 4 sans accélération à 3,5 cycles par octet,.

## Support logiciel
La plupart des compilateurs modernes peuvent générer des instructions AES.
De nombreux logiciels de sécurité et de cryptographie utilisent le jeu d'instructions AES. Cela inclut notamment les composants logiciels suivants :
- Cryptography API: Next Generation (CNG) (nécessite Windows)[32]
- L'API de cryptographie du noyau Linux
- Java 7 HotSpot
- Network Security Services (NSS) versions 3.13 et ultérieures[33] (utilisés par Firefox et Google Chrome)
- Solaris Cryptographic Framework[34] à partir de Solaris 10
- FreeBSD's OpenCrypto API (aesni(4) driver)[35]
- OpenSSL 1.0.1 et ultérieures[36]
- FLAM/FLUC 5.1.08 (publiée le 24 août 2015) et suivantes
- Bloombase Cryptographic Module[37]